# Sopeira
Sopeira é um município da Espanha na província de Huesca, comunidade autónoma de Aragão, de área 44,1 quilômetros quadrados com população de 106 habitantes (2007) e densidade populacional de 2,25 hab/km².

## Demografia
| Variação demográfica do município entre 1991 e 2004 | Variação demográfica do município entre 1991 e 2004 | Variação demográfica do município entre 1991 e 2004 | Variação demográfica do município entre 1991 e 2004 |
| --------------------------------------------------- | --------------------------------------------------- | --------------------------------------------------- | --------------------------------------------------- |
| 1991                                                | 1996                                                | 2001                                                | 2004                                                |
| 144                                                 | 113                                                 | 105                                                 | 100                                                 |